# Tóth Tamás (pap)
Tóth Tamás (Kecskemét, 1976 –) magyar katolikus pap, egyháztörténész, a Pápai Magyar Intézet volt rektora.

## Pályafutása
A szegedi Kiss Ferenc Erdészeti Szakközépiskolában érettségizett 1994-ben. Teológiai tanulmányait Veszprémben, Szegeden, majd a Collegium Germanicum et Hungaricum növendékeként Rómában végezte. 2002-ben Kalocsán szentelték pappá a Kalocsa-Kecskeméti főegyházmegye számára.
2004–2007 között káplán először Kiskunfélegyházán, majd Soltvadkerten, és ugyancsak 2004-től tart kurzusokat a szegedi Gál Ferenc Főiskolán. 2006-ban egyháztörténelemből doktorátust (Dr. hist. eccl.) szerzett a Gregoriana Pápai Egyetem Egyháztörténeti Karán, amelyet a Szegedi Tudományegyetem Bölcsészettudományi Kara történelemtudomány tudományágban honosított (PhD).  2007–2011 között az apostoli nuncius titkára Budapesten, 2011-2018 között a Pápai Magyar Intézet rektora Rómában. 2018-tól 2024-ig a Magyar Katolikus Püspöki Konferencia titkára Budapesten. 
2019-tól a Miasszonyunkról Nevezett Kalocsai Iskolanővérek Társulatának ad nutum Sanctae Sedis pápai asszisztense, 2021-tól a Máltai Rend káplánja. 2022-től a Pázmány Péter Katolikus Egyetem tanára.
2021-ben a Pécsi Tudományegyetem Bölcsészettudományi Kar habilitált doktora lett (történettudományok, Dr. habil.), 2022-ben a Pázmány Péter Katolikus Egyetem Kánonjogi Posztgraduális Intézetében licenciátust szerzett kánonjogból (lic. iur. can.).
2024-ben sajtóinformációk hírbe hozták azzal, hogy több, egyházi szexuális visszaéléssel kapcsolatos kényes ügyet„simított el,” illetve „barátságból adódóan védte” az egyik feltételezett elkövetőt. Októberben lemondott posztjáról, de a vele szemben megfogalmazott állításokat jogi képviselője útján vitatta. Az őt ilyen színben feltüntető portálok ellen sajtó-helyreigazítási eljárásokat kezdeményezett, mely nyomán a HVG helyreigazítást tett közzé, több másik lap pedig közölte levélben megküldött nyilatkozatát. A Válasz Online ellen indított sajtópert visszavonta, majd részletes interjút adott a lapnak., melyet a megjelenés után több vezető sajtóorgánum is szemlézett, illetve méltatott.
Ő volt Ferenc pápa 2023-as magyarországi látogatásának általános koordinátora, továbbá felelős szerkesztője a pápalátogatás emlékére magyar és olasz nyelven egyaránt megjelent, Krisztus a Jövőnk. Ferenc pápa apostoli látogatása Magyarországon című díszkötetnek. A Szentatya 2025-ben Remény címmel megjelent önéletrajzi kötete magyar kiadásának szakmai lektorálására ugyanőt kérték fel.

## Művei
Több magyar és idegen nyelvű egyháztörténeti tárgyú publikáció szerzője.

## Elismerések
2012-ben a Magyar Érdemrend lovagkeresztjével, 2013-ban pápai kápláni címmel, 2020-ban a Magyar Érdemrend tisztikeresztjével tüntették ki. 2021-től Szentlélekről nevezett bátmonostori címzetes apát.